# Dobeno (Brežice, Slovenija)
Dobeno je naselje u Općini Brežice u istočnoj Sloveniji. Dobeno se nalazi u pokrajini Dolenjskoj i statističkoj regiji Donjoposavskoj. 

## Stanovništvo
Prema popisu stanovništva iz 2002. godine Dobeno je imalo 55 stanovnika.

### Etnički sastav
1991. godina:
- Slovenci: 62 (100%)

## Vanjske poveznice
- Satelitska snimka naselja  Arhivirana inačica izvorne stranice od 29. srpnja 2017. (Wayback Machine)